# Juan Carlos Arteche
Juan Carlos Arteche Gómez (* 11. April 1957 in Maliaño, Kantabrien; † 13. Oktober 2010) war ein spanischer Fußballspieler.

## Sportlicher Werdegang
Arteche entstammt der Jugend von Racing Santander, für den Klub debütierte er 1975 in der Primera División. Kurze Zeit später verlieh ihn der Verein für die Spielzeit 1975/76 an den in der Tercera División antretenden Gimnástica de Torrelavega, nach seiner Rückkehr avancierte er beim im Abstiegskampf stehenden Heimatverein zum Stammspieler.
1978 wechselte Arteche zu Atlético Madrid, wo der Abwehrspieler schnell an der Seite von Luís Pereira Stammspieler wurde. Mit dem Klub gewann er in der Spielzeit 1984/85 durch einen 2:1-Endspielerfolg über Athletic Bilbao die Copa del Rey, im Europapokal der Pokalsieger 1985/86 erreichte er das gegen Dynamo Kiew deutlich mit 0:3 verlorene Endspiel. In der Folge rückte er in den Fokus der spanischen Nationalmannschaft, für die er im November 1986 debütierte. Im Februar des folgenden Jahres erzielte sein Gegenspieler Gary Lineker vier Tore bei der 2:4-Heimniederlage im Estadio Santiago Bernabéu. Dieses vierte Länderspiel war Arteches letzter Nationalmannschaftsauftritt.
Im Dezember 1988 berichtete die spanische Presse über einen Disput einiger Spieler Atléticos mit dem Präsidenten Jesús Gil, darunter auch Arteche, der aufgrund der Auseinandersetzung sein Karriereende ankündigte. In elf Spielzeiten beim Hauptstadtklub hatte er 308 Ligaspiele bestritten. Zeitweise war er dabei Mannschaftskapitän des Klubs gewesen.
Im Oktober 2010 erlag Arteche im Alter von 53 Jahren einer Krebserkrankung.